# Њу Фалкон (Тексас)
Њу Фалкон (енгл. New Falcon) насељено је место без административног статуса у америчкој савезној држави Тексас.

## Демографија
По попису из 2010. године број становника је 191, што је 7 (3,8%) становника више него 2000. године.
| Група             | 2000.        | 2010.       |
| Белци             | 0 (0,0%)     | 3 (1,6%)    |
| Афроамериканци    | 0 (0,0%)     | 0 (0,0%)    |
| Азијати           | 0 (0,0%)     | 1 (0,5%)    |
| Хиспаноамериканци | 184 (100,0%) | 188 (98,4%) |
| Укупно            | 184          | 191         |